# Ad Astra Aero
Ad Astra Aero (lateinisch für zu den Sternen fliegen) war eine Schweizer Fluggesellschaft.

## Geschichte

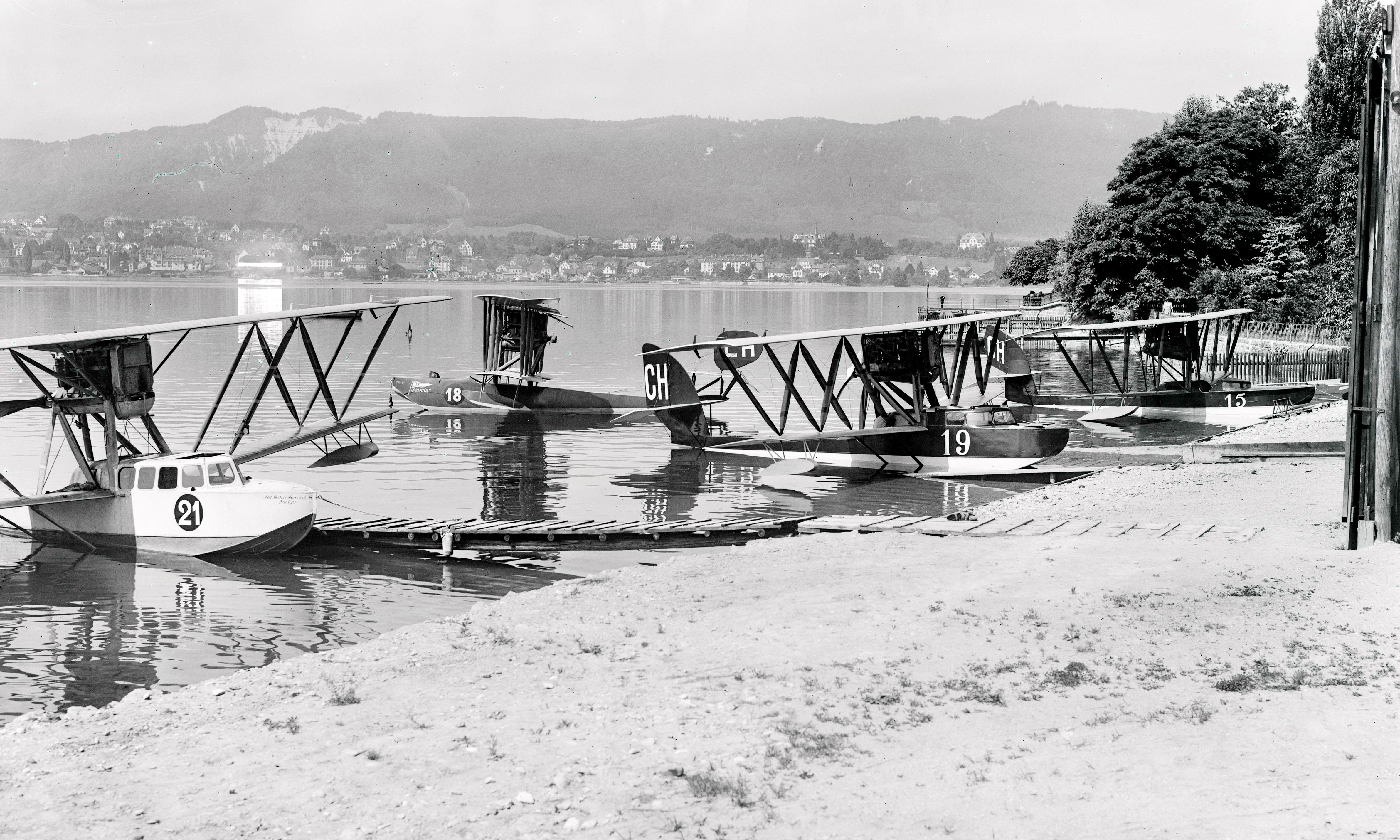
Wasserflugzeuge der Ad Astra Aero beim Zürichhorn Im Hintergrund Wollishofen sowie die Albiskette mit Fallätsche (links) und Uetliberg (rechts).

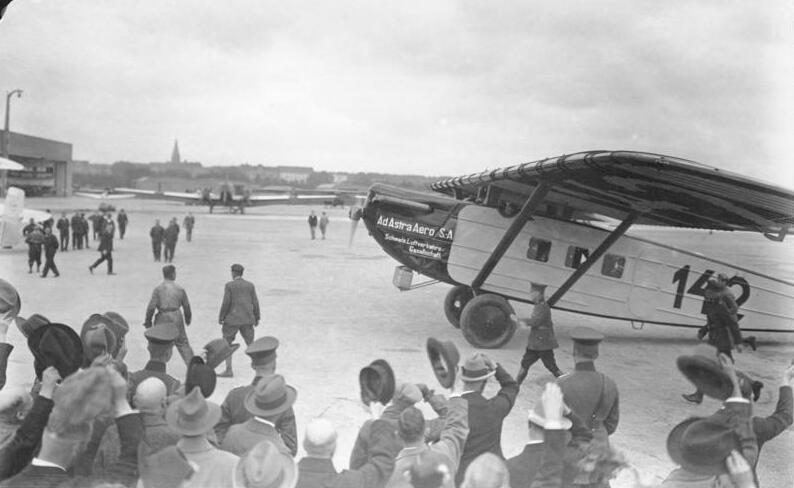
Landung von Walter Mittelholzer mit einer Dornier B-Bal Merkur (CH-142) auf dem Flugplatz Berlin-Tempelhof, zwischen 1927 und 1931

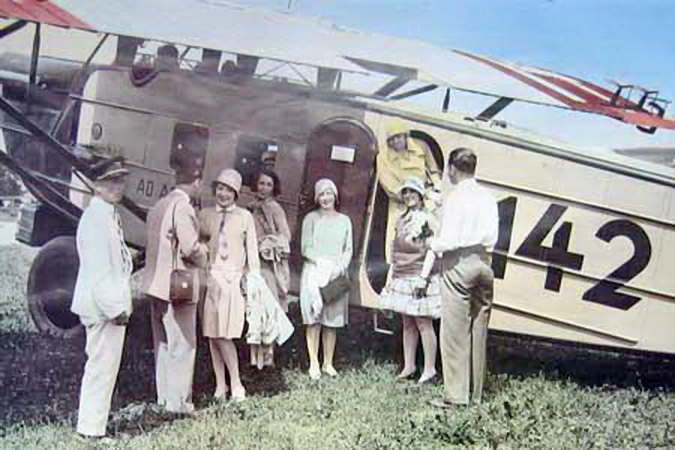
Farbaufnahme der vermutlich selben Maschine im Jahr 1927

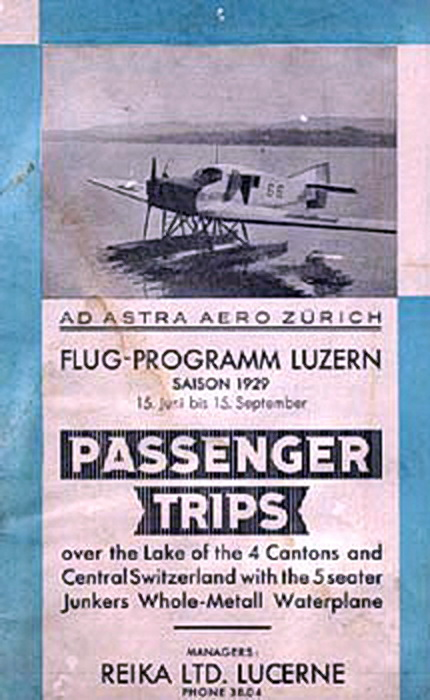
Schwimmerversion der Junkers F 13 auf einem Poster im Jahr 1929

### Anfänge

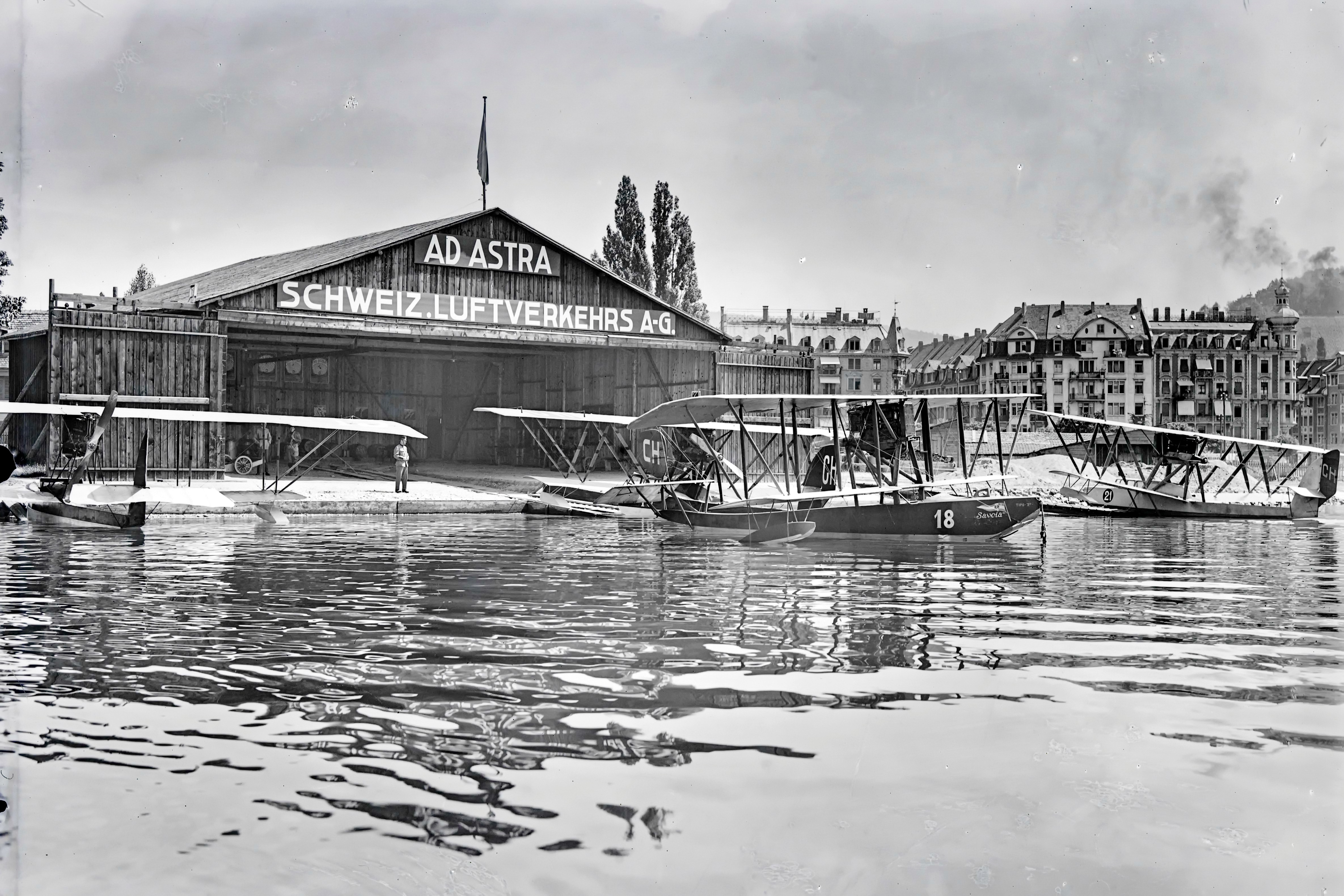
Flugboote der Ad Astra Aero beim Zürichhorn respektive am Standort des heutigen Strandbads Tiefenbrunnen

Im Jahr 1919 wurde den ersten der diversen Fluggesellschaften, welche sich nach dem Ersten Weltkrieg kommerziell gebildet hatten, die Beförderung von Passagieren erlaubt. Der Transport von Post, meist mit alten Militärmaschinen, hatte sich in der Schweiz als zu wenig ertragreich herausgestellt. Im April 1919 wurde in Zürich die Studer, Mittelholzer und Comte, Aerogesellschaft, Zürich im Handelsregister eingetragen, auch bekannt als Aero-Gesellschaft Comte Mittelholzer & Co. und im November 1919 umbenannt in Comte, Mittelholzer & Co. Aero Luftbildverlagsanstalt und Passagierflüge. Im Oktober desselben Jahres nahm die Frick & Co den Flugverkehr auf, welche am 26. September 1919 als Frick und Co. Luftverkehrs-Gesellschaft Ad Astra im Handelsregister eingetragen worden war. Schon im Juli hatte Rihner mit Oskar Bider die Schweizerische Gesellschaft für Lufttourismus gegründet.
Die Fusion von Frick und Aero-Gesellschaft führte am 1. Januar 1920 zur Eintragung der Aktiengesellschaft Ad Astra-Aero Schweizerische Luftverkehrs-AG, Zürich ins Zürcher Handelsregister, deren Zweckdefinition «Förderung der schweizerischen Aviatik, Personen und Warentransporte» lautete. Am 24. Februar 1920 wurde der Betrieb aufgenommen. Alfred Comte wurde vom Verwaltungsrat zum Chefpiloten für Landflugzeuge und Walter Mittelholzer zum Leiter der Photoabteilung ernannt. Am 21. April 1920 erfolgte der Kauf der Avion-Tourisme S. A. in Genf und die Aufstockung des Aktienkapitals auf 600'000 Schweizer Franken. Nach dieser neuerlichen Fusion wurde die Gesellschaft in Ad Astra Aero, Avion Tourisme S. A. (Schweiz. Luftverkehrs A.-G.) umbenannt. Das Kapital schmolz bis 1921 allerdings bereits wieder auf 30'000 Franken.
Der erhoffte Verkehr ab dem Wasserflughafen Zürichhorn kam nie zustande und selbst die Rundflüge generierten nur Verluste. In den ersten zwei Betriebsjahren waren Luftbildfotografie und Bedarfsluftverkehr die Hauptschwerpunkte der Betriebstätigkeit, und im Juni 1922 fand der erste Linienflug Genf–Zürich–Fürth/Nürnberg statt. Im selben Jahr übernahmen die deutschen Junkers-Werke 50 Prozent der Aktienkapitals.
Treibende Kräfte bei der Ad Astra wurden die Flugpioniere Walter Mittelholzer und Alfred Comte. Im Auftrag von Junkers flogen sie nach Berlin, Danzig und Riga. Mit der Junkers F 13 unternahmen Comte und Mittelholzer im Spätsommer 1919 Flüge über die Alpen, das Tessin, das Matterhorn, die Berner Alpen, und am 11. September 1919 gelang ihnen der Überflug des 4810 Meter hohen Mont Blanc. Der Co-Geschäftsführer der Ad Astra, H. Pillichody, führte am 18. Juli 1921 den ersten Alpen-Passagierflug mit der Junkers F 13 und fünf Passagieren in den Berner Alpen durch.
Die zwei Todesfälle der Firmengeschichte ereigneten sich am 24. Mai 1920, als der Chefpilot für Wasserflugzeuge, Taddeoli, und sein Mechaniker bei einer Flugschau in Romanshorn an Bord eines Savoia-Flugbootes verunfallten. Finanzielle Probleme beschränkten den Flugbetrieb bereits im ersten Betriebsjahr; der Verwaltungsrat empfahl deshalb am 23. Dezember 1920, nur noch die Piloten Pillichody, Max Cartier und Weber beizubehalten. Der Flugbetrieb wurde auf die Flugstationen Zürich und Genf beschränkt.
Am 20. Oktober 1921 brachte die Junkers F13 mit Kennzeichen CH59 den ehemaligen ungarischen König Karl IV. (in Österreich Kaiser Karl I.) mit seiner Gemahlin Zita von Bourbon-Parma von der Schweiz nach Ödenburg. Der Monarch plante, hier seinen Thronanspruch militärisch durchzusetzen. Nach dem Zusammenbruch des Restaurationsversuches wurde das Flugzeug von der ungarischen Regierung unter Miklos Horthy beschlagnahmt.

### Ausbau der Flugrouten

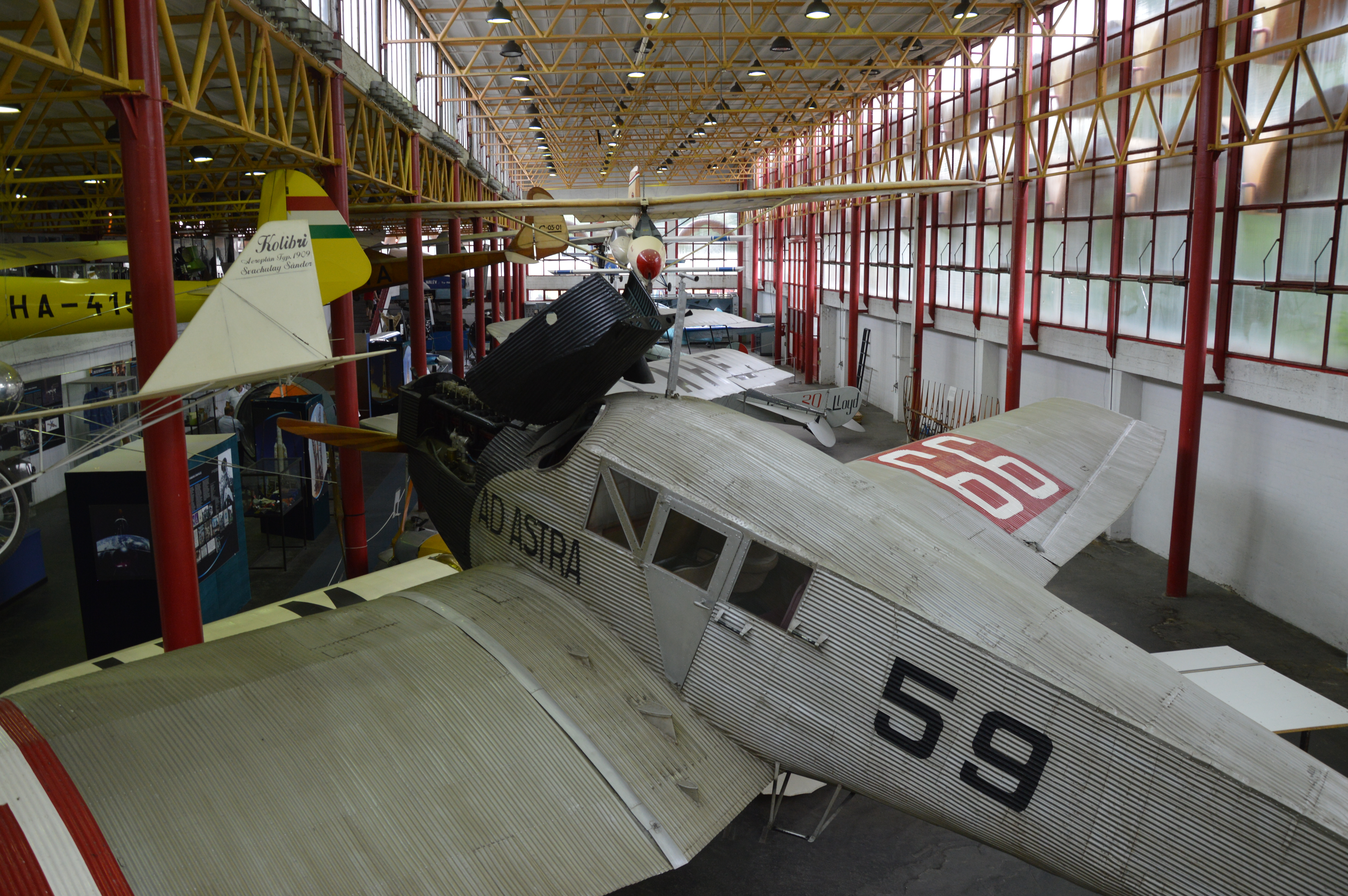
F 13 CH-59 in Budapest

In Betriebsgemeinschaft mit der Junkers Luftverkehr wurde am 1. Juni 1922 die Strecke Fürth–Zürich–Genf eröffnet und mit vier F 13 sichergestellt, und als erste Fluggesellschaft der Schweiz unternahm die Ad Astra regelmässige Auslandsflüge. Die Leitung der Strecke oblag F. Pillichody, der auch den ersten Linienflug ausführte, und Gotthard Sachsenberg von der Firma Junkers; ab September 1922 erweiterte diese die Streckenführung bis Berlin. Im April 1924 folgten die Luftverkehrsstrecken Zürich–Stuttgart–Frankfurt am Main (betrieben von der Transeuropa-Union), mit Anschluss an die Route Berlin–Amsterdam. Die Ad-Astra-Streckenführung Genf–Zürich–München erhielt im gleichen Monat eine neue Zwischenstation in Lausanne. Ab 15. Mai 1924 wurde Zürich–München–Wien für Passagierflüge ins Liniennetz aufgenommen. 
1925 musste die Ad Astra ihren Betrieb von dem der Transeuropa-Union trennen, da die Schweizer Behörden keine Subventionen für eine internationale Gesellschaft zahlten, und beschränkte daher den Betrieb auf ihre Stammlinie Genf–Zürich–München, ausschliesslich mit Schweizer Flugzeugen und Piloten. Sie beteiligte sich jedoch an der TREU beziehungsweise Europa-Union und wurde 1926 in die International Air Traffic Association (die Vorgängerin der IATA) aufgenommen. 
Am 14. Juni 1928 ereignete sich der erste schwere Unfall im schweizerischen Passagierluftverkehr: Eine Junkers F 13 der Ad Astra stürzte nach dem Start bei Niederrad/Frankfurt am Main ab; der Pilot F. Chardon und drei Passagiere wurden schwer verletzt.

### Fusion mit Balair zur Swissair
Am 31. Dezember 1930 erfolgte gemäss rückwirkendem Beschluss der Generalversammlung vom 17. März 1931 durch Zusammenschluss mit der Basler Luftverkehrs AG (Balair) die Auflösung der Fluggesellschaft. Die Fusion wurde vom Eidgenössischen Luftamt herbeigeführt, das den beiden defizitären Gesellschaften andernfalls mit Subventionskürzungen drohte. Die Balair brachte dabei rund zwei Drittel der Aktiva und des Aktienkapitals ein und stellte 10 von 14 Verwaltungsräten der durch den Zusammenschluss entstandenen Swissair. Walter Mittelholzer wurde deren technischer Direktor.

## Mittelholzers Afrikaflüge
Die Schweizer Medienereignisse der 1920er Jahre waren Walter Mittelholzers Afrikaflüge. Die Flüge dienten vor allem der Luftfotografie und Kartografie. So unternahm er 1926/27 die erste transkontinentale Wasserflugexpedition von Zürich über Ägypten nach Südafrika. Im Winter 1924/25 flog Mittelholzer unter grossen Schwierigkeiten nach Teheran. Die Reise mit zwei Notlandungen dauerte einen Monat. Seine Flüge gelten als technische Höchstleistungen für jene Zeit.
1930, bei einem weiteren Flug nach Afrika, flog Walter Mittelholzer als erster Pilot über den Kilimanjaro.

## Flotte
Die Junkers F 13 (Luftfahrzeugkennzeichen CH-91, CH-92, CH-93 und CH-94) und Junkers G 23 wurden von der Ad Astra teilweise gemietet. Für Post- und Fotoflüge waren kleinere Maschinen, teilweise ausgemusterte Militärflugzeuge, eingesetzt worden. Vom Zürichhorn (Zürich-Seefeld) kamen auch Wasserflugzeuge der Typen Savoia sowie Macchi M.3, Macchi M.9 und Macchi M.18 zum Einsatz. Zu den eingesetzten Flugzeugtypen zählten später auch die zwei Dornier Merkur Hochdecker B-Bal Merkur (CH-142/171), wobei diese für Mittelholzers Afrikaflüge mit Schwimmern ausgerüstet wurden, drei Fokker F.VII (CH-190/192/193), eine BFW/Messerschmitt M18d (CH-191), zumindest eine von Alfred Comte konstruierte Comte AC-4.
Die F 13 CH-59 mit der österreichische Ex-Kaiser Karl I. im Oktober 1921 aus dem Exil nach Ungarn flog befindet sich heute, als letztes existierendes Flugzeug der Gesellschaft, im Originalzustand im Depot des Közlekedési Múzeum in Budapest.